# Liu Shaozhuo
Liu Shaozhuo (chinesisch 劉少卓, Pinyin Liu Shaozhuo; * 31. Oktober 1990) ist eine ehemalige chinesische Tennisspielerin.

## Karriere
Liu spielte hauptsächlich Turniere auf der ITF Women’s World Tennis Tour, wo sie je einen Titel im Einzel und Doppel gewinnen konnte.

## Turniersiege

### Einzel
| Nr. | Datum             | Turnier | Kategorie   | Belag     | Finalgegnerin | Ergebnis |
| --- | ----------------- | ------- | ----------- | --------- | ------------- | -------- |
| 1.  | 22. November 2009 | Manila  | ITF $10.000 | Hartplatz | Han Sung-hee  | 6:1, 6:2 |

### Doppel
| Nr. | Datum         | Turnier | Kategorie   | Belag     | Partnerin | Finalgegnerinnen            | Ergebnis         |
| --- | ------------- | ------- | ----------- | --------- | --------- | --------------------------- | ---------------- |
| 1.  | 10. Juli 2010 | Fuzhou  | ITF $25.000 | Hartplatz | Xu Yifan  | Kao Shao-yuan Ayaka Maekawa | 3:6, 6:1, [10:2] |